# John Lukas
John Lukas is een professionele pokerspeler uit de Verenigde Staten. Hij heeft twee World Series of Poker titels op zijn naam staan. Zijn eerste won hij tijdens de World Series of Poker 1983 in een $1.000 Razz-toernooi. Een jaar later won hij zijn tweede titel.
Tijdens de World Series of Poker 2005 won hij met het $1.500 Omaha Hi/Lo-toernooi bijna zijn derde titel. Hij eindigde echter als tweede na winnaar Patrick Poels.
In zijn carrière heeft Lukas meer dan $300.000 bij elkaar gewonnen met toernooien.

## World Series of Poker bracelets
| Jaar | Toernooi                     | Prijs   |
| ---- | ---------------------------- | ------- |
| 1983 | $1.000 Razz                  | $43.000 |
| 1985 | $1.000 Seven Card Stud Split | $74.500 |